# Radonvilliers
Radonvilliers é uma comuna francesa na região administrativa de Grande Leste, no departamento de Aube. Estende-se por uma área de 23,29 km². Em 2010 a comuna tinha 375 habitantes (densidade: 16,1 hab./km²).